# سم فیپس
سم «اسلوگو» فیپس (انگلیسی: Sam "Sluggo" Phipps؛ زادهٔ ۱ اکتبر ۱۹۵۳) یک نوازندهٔ ساکسیفون آمریکایی می‌باشد که بیشتر به‌خاطر عضویت در گروهٔ موج نو اوینگو بوینگو شناخته می‌شود.